# Stjärnmörker
Stjärnmörker engelska: Nightfall är en historia av Isaac Asimov som publicerades som novell i september 1941 i  Astounding Science Fiction. Den arbetades om till en roman som utgavs år 1990, med Robert Silverberg som medförfattare. Den utkom 1992 i svensk översättning.
En film baserad på boken utkom 2000.

## Handling
Handlingen utspelar sig på planeten Kalgash som kretsar runt en stjärna som är en i ett sjufaldigt multipelsystem. Huvudpersonerna i boken upptäcker att deras värld närmar sig en katastrof och varför detta sker. De förbereder sig, upplever katastrofen och kämpar sedan vidare för att överleva. 
Planeten utsätts nästan ständigt för dagsljus, men astronomer upptäcker att det sker ett avbrott vart 2049:e år därför att en himlakropp förmörkar den enda stjärna som är uppe vid den tiden. Arkeologer upptäcker att det har funnits städer i tusentals år och att de har brunnit ner till grunden för att människorna vill ha ljus i mörkret. En mäktig religiös grupp kallad "Flammans apostlar" visar sig ha bevarat denna kunskap under årtusenden och verkar först vara ett stort problem genom den vidskepelse den omger det hela med, men till slut visar det sig att endast de har nödvändiga kunskaper och förberedelser för att leda återuppbyggnaden efteråt.

## Om boken
År 1968 utsåg det amerikanska science fiction- och fantasyförfattarförbundet novellen till den bästa science fiction-novellen någonsin.